# Antoni Siluk
Antoni Siluk (ur. 8 czerwca 1929 w Dobromyślu koło Oszmiany, zm. 15 czerwca 2015) – polski żołnierz, generał brygady WP.

## Życiorys
Syn Feliksa, rolnika i Jadwigi z Mackiewiczów. Do wybuchu wojny uczył się w szkole powszechnej w Pogowianach w powiecie oszmiańskim. Po zajęciu tych terenów przez Armię Czerwoną we wrześniu 1939 uczył się w szkole litewsko-białoruskiej. Podczas okupacji niemieckiej pracował w gospodarstwie ojca. Do 1946 mieszkał z rodziną w powiecie oszmiańskim na Wileńszczyźnie, następnie przeniósł się do Połczyna-Zdroju, a w 1947 do Gdańska, gdzie pracował w Państwowej Fabryce Maszyn i Odlewni, a następnie jako pomocnik montera w Warsztatach Samochodowych Dyrekcji Lasów Państwowych w Gdańsku. Od września 1948 był pracownikiem umysłowym Centrali Handlowej Przemysłu Motoryzacyjnego "Motozbyt" w Gdańsku-Oliwie. We wrześniu 1949 wstąpił na własną prośbę do ludowego WP, w sierpniu 1951 skończył Oficerską Szkołę Samochodową w Pile i został promowany na stopień podporucznika w korpusie oficerów wojsk samochodowych. Po promocji został wyznaczony na stanowisko dowódcy plutonu szkolnego w 31. Szkolnym Batalionie Napraw Samochodów w Bydgoszczy, a potem na dowódcę kompanii szkolnej. W latach 1957–1962 studiował na Wydziale Mechanicznym Wojskowej Akademii Technicznej, po której ukończeniu uzyskał dyplom magistra inżyniera w specjalności samochody i ciągniki. 
Od 1962 służył w Szefostwie Służby Samochodowej Pomorskiego Okręgu Wojskowego w Bydgoszczy, gdzie był kolejno starszym pomocnikiem szefa wydziału I zaopatrzenia i napraw (1962–1964), szefem wydziału II eksploatacji (1964–1968) i zastępcą szefa Służby Czołgowo-Samochodowej POW (1968-1970). Od lutego 1970 do lutego 1972 zastępca dowódcy 12 Dywizji Zmechanizowanej w Szczecinie ds. technicznych w stopniu pułkownika. Po reorganizacji stanowisk w 1971 był zastępcą dowódcy dywizji - szefem Służb Technicznych. W lutym 1972 przeniesiony do Poznania na stanowisko szefa Służby Samochodowej Służb Technicznych i Zaopatrzenia Dowództwa Wojsk Lotniczych. Ukończył z oceną bardzo dobrą kurs z teorii organizacji i zarządzania przy Dowództwie Wojsk Lotniczych. Od 18 czerwca 1974 do 1 marca 1982 komendant Wyższej Oficerskiej Szkoły Samochodowej im. gen. A. Waszkiewicza w Pile. Kierowana przez niego uczelnia dwukrotnie zdobyła tytuł "Przodującej Wyższej Szkoły Oficerskiej w WP". Na mocy uchwały Rady Państwa PRL z 7 października 1976 otrzymał nominację na stopień generała brygady; nominację wręczył mu w Belwederze 11 października 1976 I sekretarz Komitetu Centralnego PZPR Edward Gierek. Od marca 1982 do czerwca 1985 szef Służb Technicznych – zastępca dowódcy Warszawskiego Okręgu Wojskowego. W 1982 ukończył Wyższy Kurs Akademicki dla kierowniczej kadry WP przy Wojskowej Akademii Sztabu Generalnego Sił Zbrojnych ZSRR im. K. Woroszyłowa w Moskwie. Od czerwca 1985 do października 1991 szef Wojewódzkiego Sztabu Wojskowego w Pile i dowódca garnizonu Piła. W listopadzie 1991 pożegnany przez ministra obrony narodowej wiceadmirała Piotra Kołodziejczyka i dowódcę Pomorskiego Okręgu Wojskowego gen. dyw. Zbigniewa Zalewskiego w związku z zakończeniem zawodowej służby wojskowej. Przeniesiony w stan spoczynku z powodu osiągnięcia wieku emerytalnego w posiadanym stopniu z dniem 28 października 1991.
Jako zastępca dowódcy armii ds. technicznych został wyróżniony za uzyskanie dobrych wyników w trakcie ćwiczeń "Lato-84".
Zmarł 15 czerwca 2015 w wieku 86 lat. Został pochowany na cmentarzu w Pile.

## Awanse
W trakcie wieloletniej służby w ludowym Wojsku Polskim otrzymywał awanse na kolejne stopnie wojskowe:
- podporucznik - 1951
- porucznik - 1953
- kapitan - 1956
- major - 1962
- podpułkownik - 1966
- pułkownik - 1970
- generał brygady - 1976

## Życie prywatne
Mieszkał w Pile. Żonaty z Wandą Urszulą Siluk (1934–1999), mieli troje dzieci.

## Odznaczenia
- Krzyż Oficerski Orderu Odrodzenia Polski (1982)
- Krzyż Kawalerski Orderu Odrodzenia Polski (1972)
- Złoty Krzyż Zasługi (1966)
- Medal 30-lecia Polski Ludowej
- Medal 40-lecia Polski Ludowej
- Złoty Medal „Siły Zbrojne w Służbie Ojczyzny” (1971)
- Srebrny Medal Siły Zbrojne w Służbie Ojczyzny
- Brązowy Medal Siły Zbrojne w Służbie Ojczyzny
- Złoty Medal „Za zasługi dla obronności kraju” (1977)
- Srebrny Medal Za zasługi dla obronności kraju
- Brązowy Medal Za zasługi dla obronności kraju
- Odznaka Honorowa "Za zasługi dla rozwoju Piły" (1978)